# Fèlsic

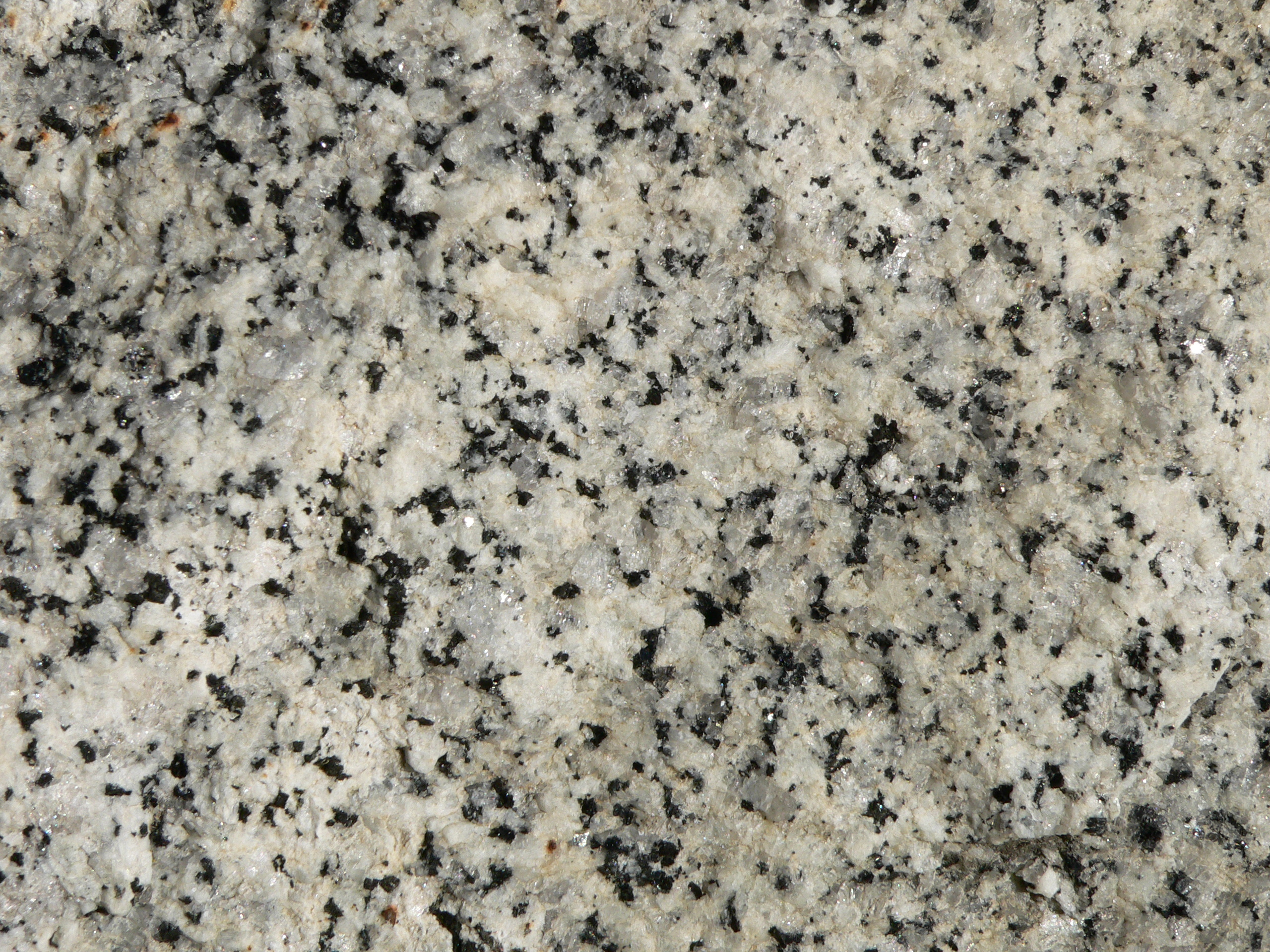
Granit. Exemple de roca fèlsica.

Es denominen fèlsics els minerals, roques i magmes rics en elements lleugers com el silici, oxigen, alumini, sodi i potassi. La paraula sorgeix de la combinació de feldespat i sílice. Els minerals fèlsics normalment són de color clar i tenen una densitat inferior a 3. A més, se'ls relaciona amb les roques tradicionalment denominades de caràcter àcid, encara que l'esmentada terminologia està en desús.
El terme fèlsic s'oposa al de màfic, minerals i roques rics en ferro i magnesi, de color fosc.
La roca fèlsica més abundant és el granit. Els minerals fèlsics més comuns són el quars, la moscovita, l'ortoclasa i les plagiòclasis riques en sodi.